# Teatro Apolo (pel·lícula)
Teatro Apolo és una pel·lícula musical espanyola del 1950 dirigida per Rafael Gil Álvarez i protagonitzada per Jorge Negrete, María de los Ángeles Morales i Juan Espantaleón. Pren el seu títol del Teatro Apolo de Madrid.

## Sinopsi
El 1883 Miguel Velasco és un jove mexicà que ha vingut a Madrid a liquidar els negocis del seu pare, espanyol resident a Mèxic. S'estableix a la pensió de Doña Flora, on hi coneix tota mena de personatges estrafolaris. Acudeix al Teatro Apolo i hi coneix Celia, una humil corista de la que s'enamora. Degut a l'oposició del pare ella decideix deixar-lo i marxar amb un antic pretenent. Ell, però es queda a Madrid, malbarata la fortuna del seu pare. Anys després es tornen a trobar i inicien una carrera artística d'èxit.

## Repartiment
- Jorge Negrete - Miguel Velasco
- María de los Ángeles Morales - Celia Morales
- Juan Espantaleón - Don Antonio
- Julia Lajos - Doña Flora
- María Asquerino - Elena Ramos
- Luis Hurtado
- Manuel Arbó
- Francisco Pierrá
- Luis Pérez de León
- Antonio Riquelme - Aspirant a substituir

## Premis
La pel·lícula va aconseguir un premi econòmic de 250.000 ptes, als premis del Sindicat Nacional de l'Espectacle de 1950.